# Искры (журнал)
Журнал «Искры» — еженедельное иллюстрированное юмористическое приложение к газете «Русское слово» Российской империи.
Периодическое печатное издание «Искры» выходило в Москве начиная с 1901 года.
Издателем журнала «Искры» был И. Д. Сытин.
Первым редактором издания был А. А. Александров.
С 1902 года редактором был В. М. Дорошевич.
Редакция издания находилась в доме на углу Петровки и Рахмановского переулка.
Закрыта постановлением Московского ВРК в 1917 году.
География охвата издания — вся территория Российской империи.
Профиль — иллюстрированное издание.

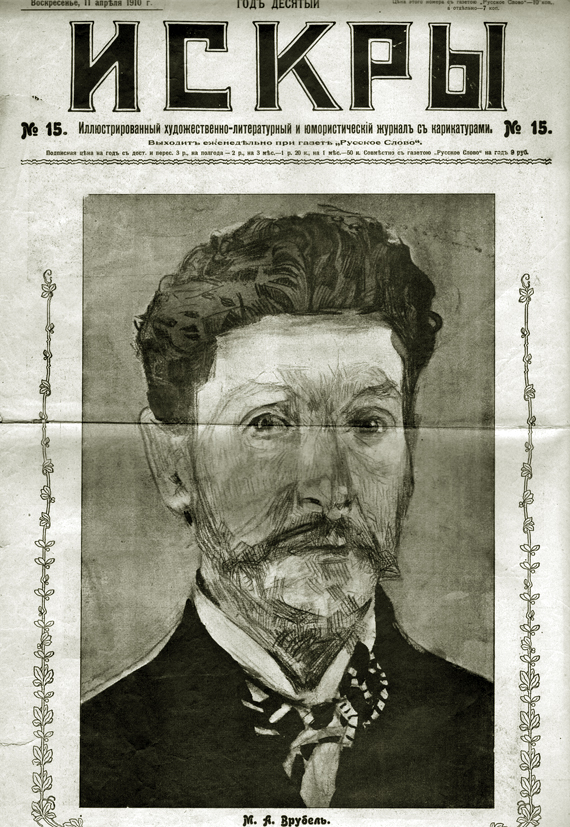
Портрет М. А. Врубеля. Журнал «Искры» №15, 1910 год
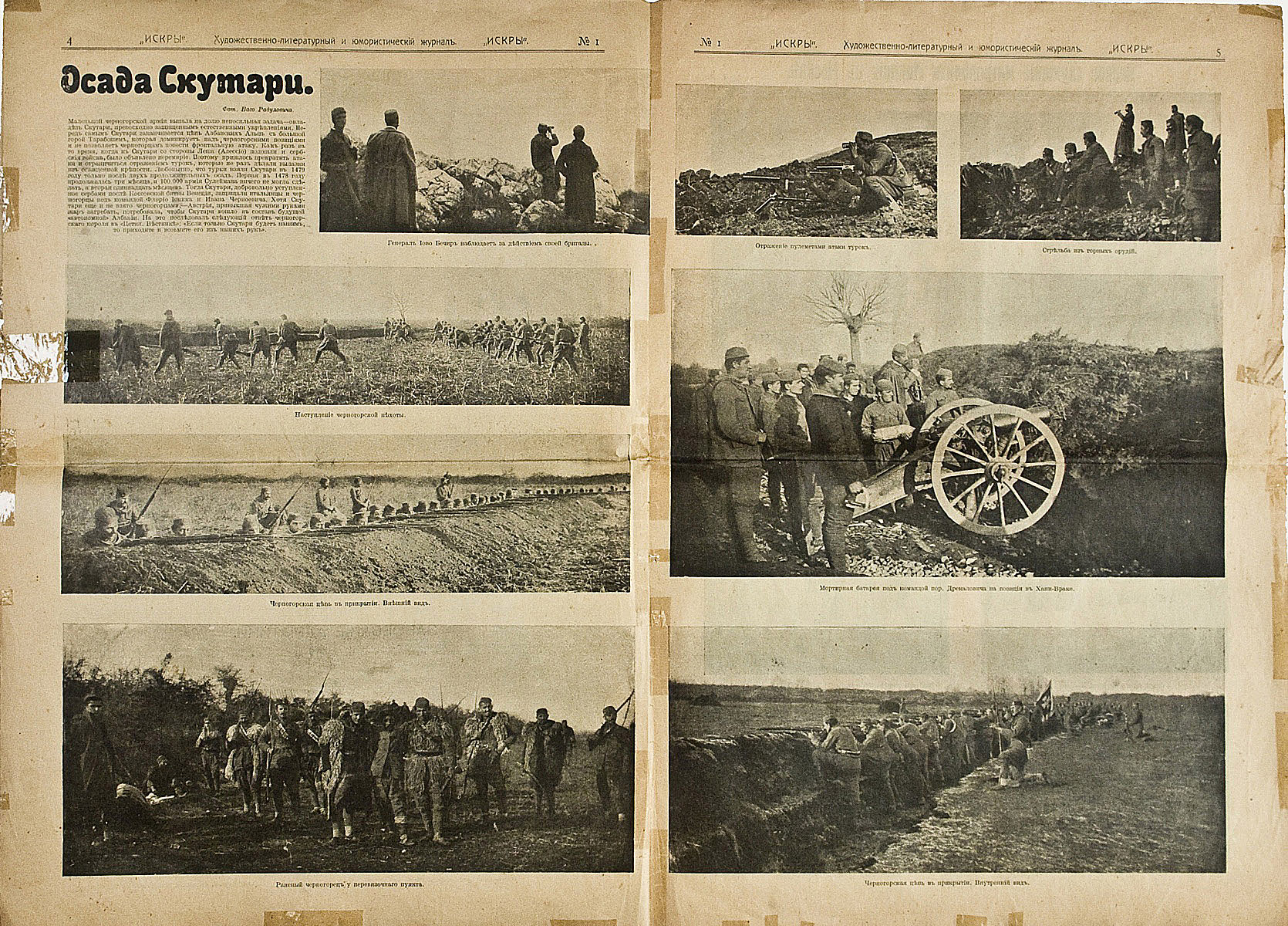
Журнал «Искры» №1, от 6 января 1913 г. из коллекции «Маленькие истории»
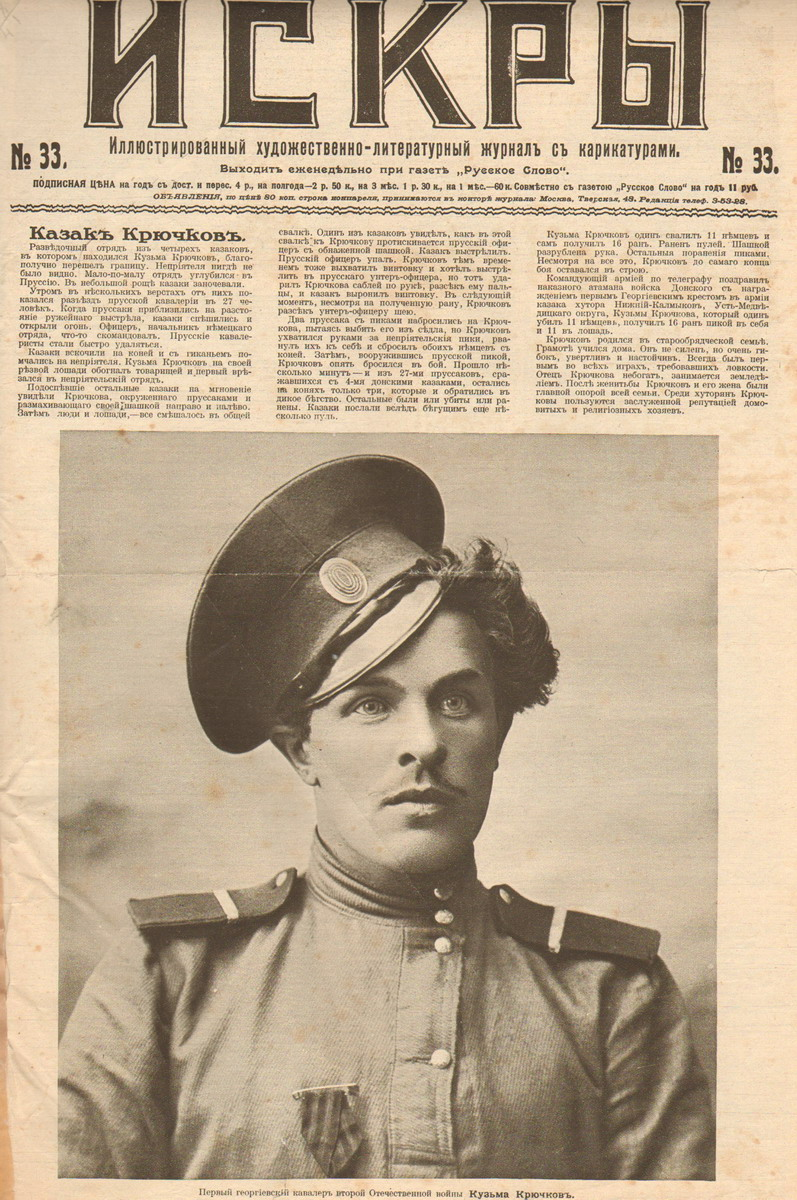
Статья о казаке Козьме Крючкове. Журнал «Искры» № 33, 1914 год
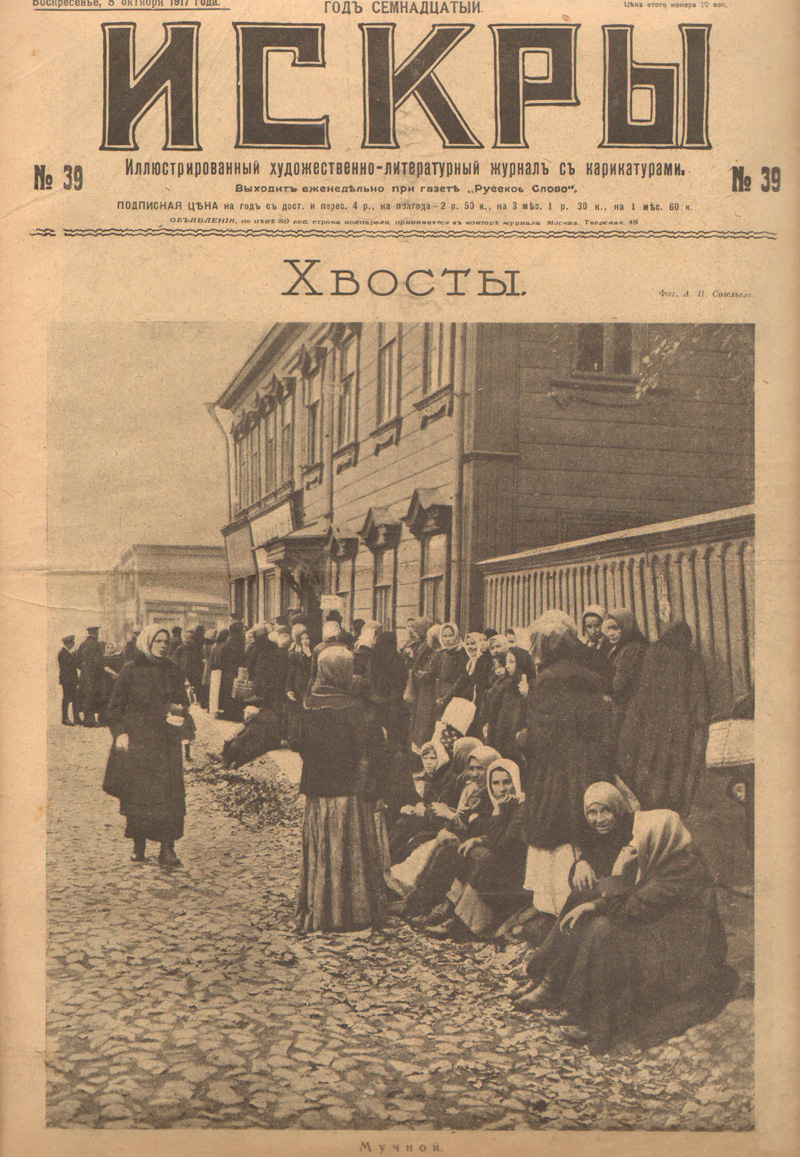
«Хвосты». Журнал «Искры» № 39, 1917 год